# Hutchins-Kommission
Die Hutchins-Kommission (engl.: Hutchins Commission, offiziell: Commission on Freedom of the Press) wurde 1942 während des Zweiten Weltkriegs von dem Amerikaner Henry Luce (Gründer, Verleger und bis 1964 Chefredakteur der Zeitschriften Time, Fortune und Life) gegründet, als man glaubte, dass die Meinungs- und Pressefreiheit des Ersten Zusatzartikel zur Verfassung der Vereinigten Staaten durch den Aufstieg totalitärer Regime in der ganzen Welt zunehmend bedroht würden. Luce bat Robert Maynard Hutchins, Präsident der Universität von Chicago, eine Kommission zu berufen, die die Rolle der Medien in einer modernen Demokratie untersuchen sollte.
Es gab zwar bereits seit Jahrzehnten ethische Kodizes für den Journalismus, der Bericht der Kommission wurde aber vielfach als wegweisend angesehen, weil er die wichtige Rolle der modernen Medien in einer demokratischen Gesellschaft bestätigte und erstmals eine Theorie der Sozialen Verantwortung der Presse entwickelte.

## Hintergrund
Die Gründung der Kommission erfolgte zu einer Zeit an, als große und mächtige Verlage bei der Öffentlichkeit unbeliebt wurden und die Öffentlichkeit ein hohes Maß an Misstrauen gegenüber den Motivationen und Zielen der Presse entwickelte. Kritik an der Vierten Gewalt war weit verbreitet und bezog sich auf monopolistische Tendenzen von Eigentümern, die sich nicht mehr um die Rechte oder Interessen der Gesellschaft insgesamt kümmerten. Es wurde kritisiert, dass die Kommerzialisierung eine entwürdigte Kultur und eine gefährliche egoistische Politik hervorbringe.
Die Bildung der Hutchins-Kommission wurde in dieser Situation als eine Reaktion auf die Kritik der Öffentlichkeit und der Regierung hinsichtlich der Medieneigentümerschaft verstanden.
Hutchins und Luce wählten die Mitglieder der Kommission gemeinsam aus. Sie bestand aus zwölf prominenten amerikanischen Intellektuellen mit anerkanntem Ruf sowie Hutchins als Vorsitzendem. Um Voreingenommenheiten zu vermeiden, nahm Hutchins keine Journalisten in die Kommission auf. Insbesondere gegnerische Pressevertreter sahen aus diesem Grund die Glaubwürdigkeit der Kommission infrage gestellt.

## Abschlussbericht
Nach vier Jahren Beratung veröffentlichte die Kommission 1947 ihren Abschlussbericht A Free and Responsible Press (dt.: Eine freie und verantwortungsvolle Presse). Der Bericht kam zu dem Ergebnis, dass die Presse bei der Entwicklung und Stabilität der modernen Gesellschaft eine wichtige Rolle spiele. Es sei daher zwingend erforderlich, den Massenmedien eine Verpflichtung zur sozialen Verantwortung aufzuerlegen. Die Kommission entwickelte die Theorie einer Sozialen Verantwortung, der zufolge die Presse die moralische Verpflichtung habe, die allgemeinen Bedürfnisse der Gesellschaft zu berücksichtigen. Der Bericht schlug vor, dass die Medien verantwortlich sein sollten, die Standards der Gesellschaft zu erhöhen und den Bürgern die Informationen zu liefern, die sie brauchen, um „sich selbst zu regieren“. Es sei im besten und eigenen Interesse der Medien, dies zu tun. Sozialwissenschaftler warnten davor, dass andernfalls die Öffentlichkeit verlangen werde, dass die Regierung die Medien reguliere.
Die Kommissionsmitglieder waren sich in ihren Ergebnissen nicht einig, stimmten aber dem Abschlussbericht zu, in dem sie sich auf die folgenden fünf Richtlinien für eine sozial verantwortliche Presse verständigten:
(1) eine wahrheitsgetreue, umfassende und intelligente Darstellung der Ereignisse des Tages in einem Kontext, der ihnen Bedeutung verleiht;
(2) ein Forum für den Austausch von Kommentaren und Kritik;
(3) die Darstellung eines repräsentativen Bildes der konstituierenden Gruppen der Gesellschaft;
(4) die Darstellung und Erläuterung der Ziele und Werte der Gesellschaft;
(5) uneingeschränkter Zugang zu den aktuellen Informationen.

## Rezeption
Die Hutchins-Kommission stellte erstmalig eine Verbindung zwischen Pressefreiheit und „sozialer Verantwortung“ her, indem sie die Verpflichtung formulierte, vertrauenswürdige und relevante Nachrichten und Informationen zur Verfügung zu stellen und verschiedenen Stimmen zu ermöglichen, in der Öffentlichkeit gehört zu werden. Der Bericht der Kommission vertrat auch die Ansicht, dass staatliche Eingriffe erforderlich sein könnten, um die grundlegende Qualität von Nachrichten und Informationen zu sichern, sollte die Presse bei dieser Aufgabe versagen. Die Prinzipien fanden eine breite Akzeptanz, wurden jedoch wegen mangelnder Präzision auch kritisiert.
William E. Hocking hat die Philosophie der Kommission  eingehend erläutert. Aus den Beratungen der Kommission resultierten weitere Werke wie Freedom of the Movies von Ruth Inglis, Government and Mass Communications von Zechariah Chafee Jr. oder The American Radio von Llewellyn White.
Libertäre Kräfte, die die individuelle Freiheit priorisierten und die Macht des Staates minimieren wollten, standen der Theorie der sozialen Verantwortung misstrauisch gegenüber. Sie glaubten, dass Verantwortung Rechenschaftspflicht und somit staatliche Eingriffe bedeuteten, die auf Kosten der Freiheit gingen.
Melisande Middleton vom Center for International Media Ethics (CIME), Programme in  Comparative Media Law and Policy (PCMLP) an der University of Oxford meint, dass die Prinzipien der Hutchins-Kommission in den darauffolgenden Jahren noch keinen wesentlichen Einfluss auf die Entwicklung der Medienbranche hatten.
1956 entwickelten die Autoren Fredrick S. Siebert, Theodore Peterson und Wilbur Schramm unter dem Titel Vier Theorien der Presse eine formale Theorie der sozialen Verantwortung der Presse, die nach den Worten der Autoren von der Hutchins-Initiative inspiriert waren. Neben der Theorie der Sozialen Verantwortung entwickelten die Autoren eine autoritäre, eine libertäre und eine sowjetische Theorie. Sie kommen wie die Hutchins-Kommission ebenfalls zu dem Ergebnis, dass die Macht und nahezu monopolistische Stellung der Medien ihnen die Verpflichtung auferlege, sozial verantwortlich zu sein und dafür zu sorgen, dass alle Seiten fair dargestellt würden und die Öffentlichkeit mit ausreichenden Informationen versorgt werden müsse, um zu entscheiden. Wie die Huntchins-Kommission kommen auch sie zu dem Ergebnis, dass es nötig sein könne, dass eine andere öffentliche Stelle die Verantwortung und Verpflichtung durchsetze, wenn die Medien diese nicht selbst übernähmen.
Dass sowohl im Bericht der Hutchins-Kommission als auch in der Theorie von Siebert et al. das Konzept des öffentlichen Interesses im Mittelpunkt der Definition sozialer Verantwortung steht, unterstreicht die entscheidende Rolle des Kommunikationssektors bei der Gestaltung gesellschaftlicher Prozesse wie der Bildung der öffentlichen Meinung, zivilgesellschaftlicher Bewegungen, sozialer und politischer Entwicklungsmuster und greifbarerer Prozesse wie dem Ablauf von Wahlkämpfen und deren Ausgang.

## Aktuelle Bezugnahmen
Der amerikanische Journalist Bill Kovach vertritt die Auffassung, dass „jede Generation ihren eigenen Journalismus entwickele. Der Wandel vollziehe sich nicht allmählich, sondern in Schüben, wenn bedeutsame Ereignisse oder dramatische kulturelle Veränderungen die Redaktionen zwängen, sich selbst zu hinterfragen.“
Gemeinsam mit seinem Kollegen Tom Rosenstiel spricht Kovach in ihrem mehrfach preisgekrönten Klassiker The Elements of Journalism – What Newspeople Should Know and the Public Should Expect (Goldsmith Book Prize der Harvard Kennedy School, Society of Professional Journalists Award, Bart Richards Award für Medienkritik der Pennsylvania State University) in den historischen Zusammenhängen mit der Russischen Revolution und den beiden Weltkriegen von „Versäumnissen ihres Berufsstandes“, als mit dem Aufkommen der elektronischen Medien „faschistische Regime aus der Propaganda eine böse Wissenschaft zu machen“ versuchten.
Die Hutchins-Kommission habe zu Zeiten, wo die Demokratie auf der ganzen Welt in Frage gestellt gewesen sei, „moderne Konzepte der Presseverantwortung“ entwickelt, so Kovach und Rosenstiel. Sie beschreiben ferner, wie mit den aufkommenden neuen Technologien und dem Internet die Pressemedien einem finanziellen Druck und einer „Fragmentierung“ ausgesetzt wurden und stellen fest, dass Demokratie und Journalismus heute erneut durch das Zusammentreffen unterschiedlicher Mächte und allmächtiger Plattformen wie Facebook, Twitter bzw. X und YouTube bedroht würden.
Zeit Online veröffentlichte am 5. Januar 2025 unter dem Titel Wenn Hass zum Geschäftsmodell wird einen Gastbeitrag von Bernhard Pörksen, der vor dem Hintergrund aktueller weltpolitischer Entwicklungen Zusammenhänge zu der historischen Situation und dem Bericht der Hutchins-Kommission von 1947 herstellt. In dem Beitrag wird die Frage gestellt, ob es heute eine neue Hutchins-Kommission braucht.